# Nikolaus Rajewsky

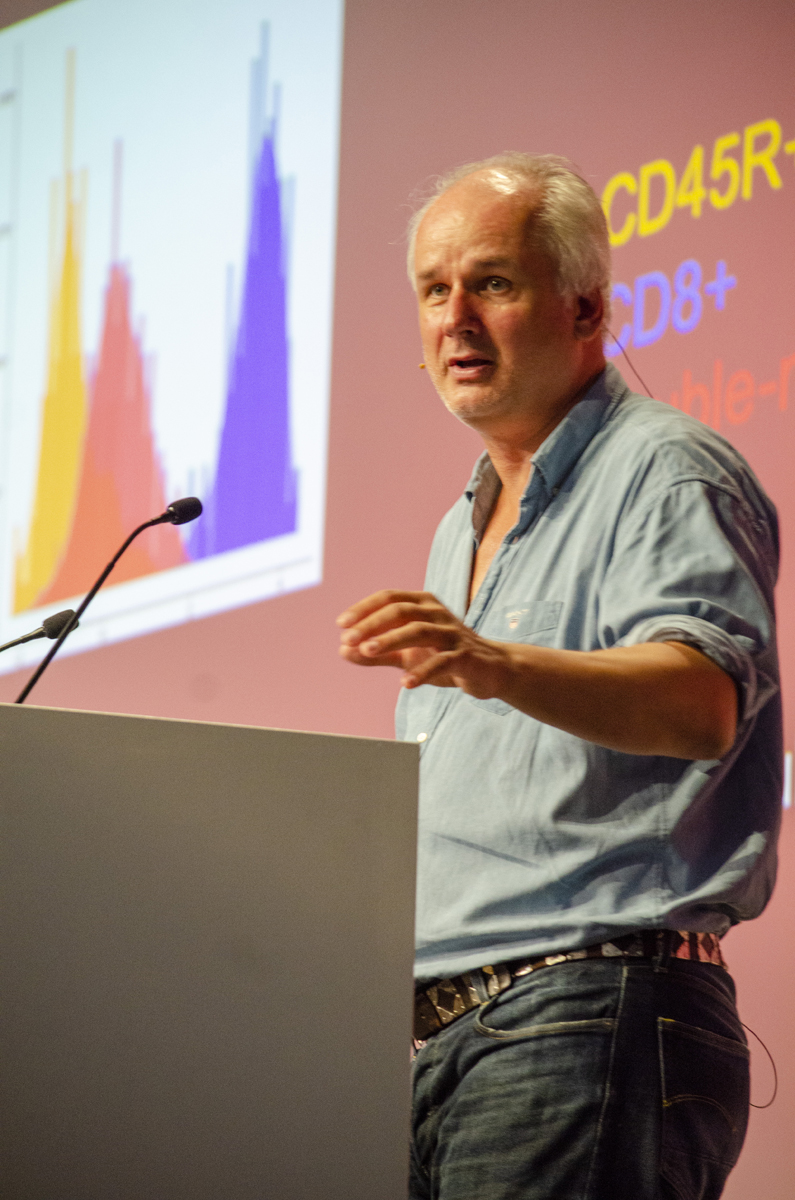
Nikolaus Rajewsky (2019)

Nikolaus Rajewsky  (* 1968 in Köln) ist ein deutscher Systembiologe, am Max-Delbrück-Centrum für Molekulare Medizin (MDC) und an der Charité in Berlin. Er gründete und leitet das „Berliner Institut für Medizinische Systembiologie“ (BIMSB), eine Abteilung innerhalb des Max-Delbrück-Centrums. Seine Arbeitsgruppe untersucht, wie RNA die Genexpression reguliert. Rajewsky erhielt zahlreiche Auszeichnungen und Ehrungen, darunter den Gottfried Wilhelm Leibniz-Preis, der von der Deutschen Forschungsgemeinschaft (DFG) mit 2,5 Millionen Euro dotiert ist.

## Leben
Nikolaus Rajewsky ist der Sohn des Immunologen Klaus Rajewsky und der Politikwissenschaftlerin Christiane Rajewsky. Zwischen 1988 und 1993 studierte er Mathematik und Physik an der Universität zu Köln und promovierte 1997 in theoretischer Physik mit seiner Dissertation „Exact results for one-dimensional stochastic processes“.
Von 1991 bis 1996 studierte Rajewsky Klavier an der Folkwang Universität der Künste in Essen und schloss sein Studium mit der künstlerischen Reifeprüfung ab.
Ab 1998 arbeitete er als Postdoc für mathematische statistische Physik an der Rutgers University in New Jersey und dann, von 1999 bis 2001, für Computerbiologie an der Rockefeller University in New York City, wo er 2002 Forschungsprofessor wurde. Darauf folgte im Jahr 2003 eine Anstellung als Assistenzprofessor an der New York University (Department of Biology und Courant Institute for Mathematical Sciences). Im Jahr 2006 kehrte Rajewsky nach Deutschland zurück, wo er in Berlin als ordentlicher Professor am Max-Delbrück-Centrum für Molekulare Medizin (MDC) in und an der Charité – Universitätsmedizin Berlin tätig ist.
2008 gründete Nikolaus Rajewsky innerhalb des MDC „Berliner Institut für Medizinische Systembiologie“ (BIMSB). Das Ziel dieser Querschnittsabteilung am MDC ist es, die Interaktion verschiedener Ebenen der Genregulation zu verstehen und zu modellieren. Dazu werden am BIMSB experimentelle und computergestützte Methoden integriert. Um zu erkennen, wann Zellen im Krankheitsverlauf von einer gesunden Entwicklung abweichen, wenden Forschende am BIMSB neuartige Hochdurchsatzmethoden an. Mit dem Wissen um die molekularen Mechanismen, die krankmachenden Abweichungen zugrunde liegen, sollen neue therapeutische Ziele identifiziert werden.

## Werk
Rajewskys Forschung konzentriert sich auf das Verständnis der Rolle der RNA bei der Genregulation. Er leistete grundlegende Beiträge zum Verständnis der Funktion von microRNAs (miRNAs) und der Mechanismen, mit denen miRNAs ihre Funktion in tierischen Zellen ausüben. Auch seine Arbeiten zur Identifikation und regulativen Kapazität von zirkulären RNAs („circRNAs“) sind häufig zitiert worden.
In den letzten Jahren hat das Team um Rajewsky verstärkt Einzelzell-Methoden entwickelt, um die Rolle von RNA in der Organisation von tierischen Geweben in Raum und Zeit zu rekonstruieren und zu verstehen. So rekonstruierten die Forschenden zum Beispiel den Linienbaum für ein ganzes Tier, den Plattwurm Schmidtea mediterranea. Seine Beiträge wurden in der Zeitschrift Science unter anderem im Rahmen des „Breakthrough of the Year 2018“ erwähnt
Seit 2017 leitet Nikolaus Rajewsky gemeinsam mit Geneviève Almouzni vom Pariser Institut Curie das europaweite Konsortium „LifeTime“. Ziel des Konsortiums ist es, mit Blick auf individuelle Zellen die medizinische Versorgung langfristig zu verbessern. So sollen krankmachende Veränderungen zu neuen Ansätze in Diagnostik und Therapie ermöglichen. LifeTime will dazu Einzelzell-Multiomics, maschinelles Lernen und personalisierte Krankheitsmodelle wie Organoide weiter nutzen. Zum Konsortium gehören Wissenschaftler aus über 100 wissenschaftlichen Instituten in Europa, die von mehr als 70 Unternehmen aus verschiedenen Sektoren sowie von anderen Forschungseinrichtungen, nationalen Forschungsförderern, Forschungsministerien, der EU Life Alliance und nationalen Wissenschaftsakademien unterstützt werden.

## Auszeichnungen und Ehrungen
- 2008 Erster Preis der „Deutschen Gesellschaft für Gentherapie“ für die beste Arbeit
- 2008 IUBMB (International Union of Biochemistry and Molecular Biology) – Medaille für herausragende Leistungen.
- 2008 Jubiläumspreis der Deutschen Gesellschaft für Biochemie, verliehen von der FEBS
- 2008 Seit mehreren Jahren: „Global Distinguished Professor of Biology“ an der New York University, USA.
- 2009 „Berlin Science Award“ (verliehen vom Regierenden Bürgermeister von Berlin)
- 2010 Mitglied des wissenschaftlichen Beirats des MRC Institute „London Clinical Sciences“.
- 2010 Wahl zum Mitglied der European Molecular Biology Organization (EMBO)
- 2010 Wahl zum Mitglied der Fakultät für Naturwissenschaften der Humboldt-Universität zu Berlin
- 2011 – 2017 Mitglied des Beirats des Wissenschaftskollegs zu Berlin
- 2012 Gottfried Wilhelm Leibniz-Preis der Deutschen Forschungsgemeinschaft (DFG, 2,5 Millionen Euro; Deutschlands renommiertester Forschungspreis)[15]
- 2014 Ehrendoktorwürde in Humanbiologie und Medizinischer Genetik der Universität Sapienza Rom, Italien
- 2016 „Gastprofessor für Forschungsaktivitäten“ an der Universität Sapienza Rom, Italien (1 Monat)
- 2017 „Gastprofessor für Forschungsaktivitäten“ an der Universität Sapienza Rom, Italien (1 Monat)
- 2019 Gewähltes Mitglied der Leopoldina (Akademie der Wissenschaften Deutschland)
- 2022 Gewähltes Mitglied der Berlin-Brandenburgischen Akademie der Wissenschaften

## Veröffentlichungen
Google Scholar meldet über 60.000 Zitierungen für Nikolaus Rajewsky, mit einem h-Index von 78 (Stand Juni 2022).